# Беларусь на летних Паралимпийских играх 2020
Белоруссия на летних Паралимпийских играх 2020 будет представлен в шести видах спорта (дзюдо, лёгкой атлетике, плавании, академическая гребля, и фехтование, гребля). В состав сборной Белоруссии вошли 19 человек (12 мужчин и 7 женщин)

## Медалисты
| Золото  |                    |                                                       |            |
| №       | Спортсмены         | Вид спорта (дисциплина)                               | Дата       |
| 1       | Игорь Бокий        | Плавание (баттерфляй, 100 м — S13, мужчины)           | 25 августа |
| 2       | Игорь Бокий        | Плавание (на спине, 100 м — S13, мужчины)             | 26 августа |
| 3       | Игорь Бокий        | Плавание (вольным стилем, 400 м — S13, мужчины)       | 27 августа |
| 4       | Игорь Бокий        | Плавание (вольным стилем, 50 м — S13, мужчины)        | 29 августа |
| 5       | Игорь Бокий        | Плавание (комплексное плавание, 100 м — S13, мужчины) | 30 августа |
| Серебро |                    |                                                       |            |
| №       | Спортсмены         | Вид спорта (дисциплина)                               | Дата       |
| 1       | Егор Щелканов      | Плавание (на спине, 100 метров — S9, мужчины)         | 30 августа |
| Бронза  |                    |                                                       |            |
| №       | Спортсмены         | Вид спорта (дисциплина)                               | Дата       |
| 1       | Елизавета Петренко | Лёгкая атлетика (женщины метание копья — F13)         | 28 августа |

## Результаты соревнований

### Лёгкая атлетика
Мужчины
| Спортсмен       | Дисциплина                   | Квалификация | Квалификация | Финал     | Финал |
| Спортсмен       | Дисциплина                   | Результат    | Место        | Результат | Место |
| --------------- | ---------------------------- | ------------ | ------------ | --------- | ----- |
| Сергей Бурдуков | мужчины прыжки в длину — T12 | Н/П          | Н/П          | 7,74      | 6     |
| Владислав Гриб  | мужчины метания булавы — F51 | Н/П          | Н/П          | 27,47     | 6     |

Женщины
| Спортсмен          | Дисциплина                   | Квалификация | Квалификация | Финал     | Финал |
| Спортсмен          | Дисциплина                   | Результат    | Место        | Результат | Место |
| ------------------ | ---------------------------- | ------------ | ------------ | --------- | ----- |
| Канюк Анна         | женщины прыжки в длину — T12 | Н/П          | Н/П          | 4,95      | 6     |
| Петренко Елизавета | женщины метание копья — F13  | Н/П          | Н/П          | 38,99     | 3     |

### Дзюдо
Женщины
| Спортсменка     | Категория | 1/8 финала                   | Четвертьфинал         | Полуфинал             | Финал                 | Финал |
| Спортсменка     | Категория | Соперник Результат           | СоперникРезультат     | СоперникРезультат     | СоперникРезультат     | Место |
| --------------- | --------- | ---------------------------- | --------------------- | --------------------- | --------------------- | ----- |
| Елена Богданова | до 57 кг  | Дзюнко Хиросэ Поражение 0:10 | Завершила выступление | Завершила выступление | Завершила выступление | 10    |

### Академическая гребля
| Спортсмен      | Дисциплина       | Квалификация | Квалификация | Финал    | Финал |
| -------------- | ---------------- | ------------ | ------------ | -------- | ----- |
| Спортсмен      | Дисциплина       | Время        | Место        | Время    | Место |
| Волчок Людмила | женщины одиночка | 13:26.45     | 9            | 13:31.36 | 9     |

### Параканоэ
| Спортсмен     | Дисциплина       | Квалификация | Квалификация | Полуфинал | Полуфинал | Финал                | Финал                |
| ------------- | ---------------- | ------------ | ------------ | --------- | --------- | -------------------- | -------------------- |
| Спортсмен     | Дисциплина       | Время        | Место        | Время     | Место     | Время                | Место                |
| Товпенец Илья | мужчины одиночка | 1:02.429     | 10           | 59.736    | 8         | Завершил выступление | Завершил выступление |

### Плавание
Мужчины
| Спортсмен         | Дисциплина                           | Квалификация | Квалификация | Финал                | Финал                |
| ----------------- | ------------------------------------ | ------------ | ------------ | -------------------- | -------------------- |
| Спортсмен         | Дисциплина                           | Время        | Место        | Время                | Место                |
| Игорь Бокий       | 50 метров вольным стилем S13         | 23.44        | 1 Q          | 23.21 PR             | 1                    |
| Игорь Бокий       | 400 метров вольным стилем S13        | 4:06.99      | 1 Q          | 3:58.18              | 1                    |
| Игорь Бокий       | 100 метров на спине S13              | 57.67        | 1 Q          | 56.36 WR             | 1                    |
| Игорь Бокий       | 100 метров брассом SB13              | 1:05.86      | 4 Q          | 1:05.90              | 5                    |
| Игорь Бокий       | 100 метров баттерфляем S13           | 55.12        | 1 Q          | 53.80 PR             | 1                    |
| Игорь Бокий       | 200 метров комплексное плавание SM13 | 2:08.24      | 1 Q          | 2:02.70 WR           | 1                    |
| Изотов Владимир   | 100 метров брассом SB12              | Н/П          | Н/П          | 1:07.11              | 4                    |
| Дмитрий Салей     | 50 метров вольным стилем S13         | 24.42        | 7 Q          | 24.23                | 6                    |
| Дмитрий Салей     | 100 метров баттерфляем S13           | 58.80        | 7 Q          | 58.15                | 6                    |
| Егор Щелканов     | 50 метров вольным стилем S9          | 26.34        | 8 Q          | 25.96                | 8                    |
| Егор Щелканов     | 100 метров на спине S9               | 1:02.42      | 1 Q          | 1:01.96              | 2                    |
| Егор Щелканов     | 100 метров баттерфляем S9            | 1:02.17      | 8 Q          | 1:01.38              | 7                    |
| Егор Щелканов     | 200 комплексное плавание SM9         | 2:20.00      | 2 Q          | 2:18.40              | 4                    |
| Сотников Владимир | 50 метров вольным стилем S13         | 25.73        | 14           | Завершил выступление | Завершил выступление |
| Сотников Владимир | 100 метров на спине S13              | 1:06.21      | 10           | Завершил выступление | Завершил выступление |
| Сотников Владимир | 100 метров баттерфляем S13           | 1:03.68      | 14           | Завершил выступление | Завершил выступление |
| Алексей Талай     | 200 метров вольным стилем S2         | 6:06.97      | 11           | Завершил выступление | Завершил выступление |
| Алексей Талай     | 50 метров на спине S1                | Н/П          | Н/П          | 1:55.58              | 7                    |
| Алексей Талай     | 100 метров на спине S1               | Н/П          | Н/П          | 4:01.23              | 7                    |
| Алексей Талай     | 50 метров брассом SB2                | 1:24.86      | 7 Q          | 1:23.16 PR           | 7                    |
| Алексей Талай     | 150 метров комплексное плавание SM3  | 5:06.04      | 13           | Завершил выступление | Завершил выступление |
| Максим Вашкевич   | 100 метров вольным стилем S12        | DNS          | DNS          | Завершил выступление | Завершил выступление |
| Максим Вашкевич   | 100 метров на спине S12              | Н/П          | Н/П          | DNS                  | DNS                  |
| Максим Вашкевич   | 100 метров баттерфляем S12           | 1:01.87      | 8 Q          | 1:01.43              | 7                    |
| Максим Вашкевич   | 200 метров комплексное плавание SM13 | DNS          | DNS          | Завершил выступление | Завершил выступление |
| Зудзилав Григорий | 50 метров вольным стилем S11         | DNS          | DNS          | Завершил выступление | Завершил выступление |
| Зудзилав Григорий | 400 метров вольным стилем S11        | DNS          | DNS          | Завершил выступление | Завершил выступление |
| Зудзилав Григорий | 200 метров комплексное плавание SM11 | DNS          | DNS          | Завершил выступление | Завершил выступление |

Женщины
| Спортсмен           | Дисциплина                           | Квалификация | Квалификация | Финал                 | Финал                 |
| ------------------- | ------------------------------------ | ------------ | ------------ | --------------------- | --------------------- |
| Спортсмен           | Дисциплина                           | Время        | Место        | Время                 | Место                 |
| Щавель Наталья      | 50 метров на спине S5                | 50.48        | 11           | Завершилa выступление | Завершилa выступление |
| Щавель Наталья      | 100 метров брассом SB4               | 2:04.62      | 7 Q          | 2:02.58               | 7                     |
| Щавель Наталья      | 50 метров баттерфляем S5             | 50.19        | 10           | Завершилa выступление | Завершилa выступление |
| Щавель Наталья      | 200 метров комплексное плавание SM5  | Н/П          | Н/П          | 3:44.30               | 5                     |
| Зудзилова Анастасия | 100 метров брассом SB13              | 1:20.09      | 4 Q          | 1:19.77               | 5                     |
| Зудзилова Анастасия | 200 метров комплексное плавание SM13 | 2:40.18      | 8 Q          | 2:42.13               | 8                     |

### Паралимпийское фехтование
Мужчины
| Спортсмен       | Дисциплина | Групповая стадия          | Групповая стадия             | Групповая стадия              | Групповая стадия            | Групповая стадия                     | Групповая стадия      | Групповая стадия | 1/8 финала                            | Четвертьфинал              | Полуфинал                         | Матч за бронзу                | Матч за бронзу |
| Спортсмен       | Дисциплина | Соперник Результат        | Соперник Результат           | Соперник Результат            | Соперник Результат          | Соперник Результат                   | Место                 | Место            | Соперник Результат                    | Соперник Результат         | Соперник Результат                | Соперник Результат            | Место          |
| --------------- | ---------- | ------------------------- | ---------------------------- | ----------------------------- | --------------------------- | ------------------------------------ | --------------------- | ---------------- | ------------------------------------- | -------------------------- | --------------------------------- | ----------------------------- | -------------- |
| Праневич Андрей | Шпага B    | Иштван Тарьяни Победа 5:2 | Жоване Гиссоне Поражение 4:5 | Александр Курзин Победа 5:4   | Науменко Олег Победа 5:1    | Ху Даолян Победа 5:4                 | 1                     | 1                | Не участвовал                         | Науменко Олег Победа 15:10 | Александр Кузюков Поражение 15:13 | Дмитрий Кутия Поражение 15:11 | 4              |
| Праневич Андрей | Сабля B    | Аммар Али Победа 5:2      | Фэн Янке Поражение 1:5       | Альберт Камалов Поражение 2:5 | Адриан Кастро Поражение 2:5 | Панайотис Триантафиллу Поражение 3:5 | Рюдзи Онда Победа 5:3 | 5                | Панайотис Триантафиллу Поражение 7:15 | Завершил выступление       | Завершил выступление              | Завершил выступление          | 10             |

Женщины
| Спортсмен       | Дисциплина | Групповая стадия               | Групповая стадия           | Групповая стадия        | Групповая стадия            | Групповая стадия        | Групповая стадия            | Групповая стадия | Четвертьфинал              | Полуфинал             | Финал                 | Финал |
| Спортсмен       | Дисциплина | Соперник Результат             | Соперник Результат         | Соперник Результат      | Соперник Результат          | Соперник Результат      | Соперник Результат          | Место            | Соперник Результат         | Соперник Результат    | Соперник Результат    | Место |
| --------------- | ---------- | ------------------------------ | -------------------------- | ----------------------- | --------------------------- | ----------------------- | --------------------------- | ---------------- | -------------------------- | --------------------- | --------------------- | ----- |
| Мокрицкая Олеся | Рапира B   | Ирина Мишурова Поражение 4:5   | Сильви Таубер Победа 5:2   | Анри Сакураи Победа 5:1 | Чжоу Цзинцзин Поражение 3:5 | Эллен Геддес Победа 5:3 | Богларка Мецо Поражение 3:5 | 3                | Сяо Ронг Поражение 4:15    | Завершила выступление | Завершила выступление | 7     |
| Мокрицкая Олеся | Шпага B    | Виктория Бойкова Поражение 4:5 | Патриция Хареза Победа 5:2 | Чан Юэн Пинг Победа 5:0 | Анри Сакураи Победа 5:2     | Терри Хэйес Победа 5:1  | Чжоу Цзинцзин Поражение 2:5 | 3                | Саисуни Яна Поражение 5:15 | Завершила выступление | Завершила выступление | 6     |